# Boston-Marathon 1959
| 63. Boston-Marathon    | 63. Boston-Marathon        |
| ---------------------- | -------------------------- |
| Stadt                  | Boston, Vereinigte Staaten |
| Datum                  | 20. April 1959             |
| Distanz                | 42,195 Kilometer           |
| Sieger                 |                            |
| Männer                 | Eino Oksanen (2:22:42 h)   |
| ← Boston-Marathon 1958 | Boston-Marathon 1960 →     |
| Website                | Offizielle Website         |

Der Boston-Marathon 1959 war die 63. Ausgabe der jährlich stattfindenden Laufveranstaltung in Boston, Vereinigte Staaten. Der Marathon fand am 20. April 1959 statt.
Es gewann Eino Oksanen in 2:22:42 h.

## Ergebnis
| Platz | Athlet                 | Land                   | Zeit (h) |
| ----- | ---------------------- | ---------------------- | -------- |
| 01    | Eino Oksanen           | Finnland               | 2:22:42  |
| 02    | John J. Kelley         | Vereinigte Staaten     | 2:23:43  |
| 03    | Gordon Dickson         | Kanada                 | 2:24:04  |
| 04    | Veikko Karvonen        | Finnland               | 2:24:37  |
| 05    | Osvaldo-Roberto Suarez | Argentinien            | 2:28:24  |
| 06    | Bob Pape               | Vereinigtes Königreich | 2:28:28  |
| 07    | Nobuyoshi Sadanaga     | Japan                  | 2:29:30  |
| 08    | James Green            | Vereinigte Staaten     | 2:29:58  |
| 09    | Al Confalone           | Vereinigte Staaten     | 2:33:50  |
| 10    | Geoff Watt             | Australien             | 2:34:37  |